# Уэлш, Ирвин
И́рвин Уэ́лш (англ. Irvine Welsh; 27 сентября 1958 года, Эдинбург, Шотландия) — шотландский писатель, драматург, сценарист, автор нашумевшего романа «На игле». Зачастую героями его произведений являются маргиналы и типичные представители эдинбургского рабочего класса, а сама художественная проза изобилует чёрным юмором, социальной сатирой и различными шотландскими диалектизмами.
Работы Уэлша неоднократно экранизировались — наибольшую известность приобрели фильмы «На игле» и «Грязь».

## Биография
Уэлш родился 27 сентября 1958 года в Лите, портовом пригороде Эдинбурга. В возрасте четырёх лет переехал с родителями в Эдинбург, где после школы окончил курсы по специальности «электрик». Работал учеником техника на телевидении, но после удара электрическим током был вынужден сменить работу. В 1978 году двадцатилетний Уэлш отправился в Лондон, где играл на гитаре и пел в панк-группах The Pubic Lice и Stairway 13. После серии арестов за незначительные нарушения общественного порядка и условного заключения за акт вандализма Уэлш решил изменить образ жизни. Он устроился на работу в администрацию района Хакни и изучал программирование. В середине 1980-х во время строительного бума в Северном Лондоне Уэлш был агентом по продаже недвижимости, подготавливая дома к продаже. Вскоре он вновь вернулся в Эдинбург, где получил диплом по информатике в университете Хериота-Уатта.
В начале 1990-х Уэлш начал писать. Его первый роман «На игле» (1993) — проникнутое чёрным юмором повествование о буднях молодых наркоманов Эдинбурга конца 1980-х годов. Это в значительной степени автобиографическая книга. Юность Уэлш провёл среди наркоманов и стал единственным среди своей компании, кто выжил во время эпидемии СПИДа. В 1996 году Денни Бойл снял на основе романа одноимённый фильм. Популярным стал и саундтрек к ленте, в который вошли композиции группы Primal Scream.
После этого Уэлш написал ещё ряд книг, став одним из наиболее популярных писателей в жанре контркультуры. Популярность творчества Уэлша в России и на Западе во многом обусловлена описаниями употребления наркотиков, но в фокусе его произведений, как художественных, так и документальных, находится описание жизни Шотландии начиная с 1960-х годов. В эту сферу входит рассмотрение проблем данного поколения: жилищные реформы, безработица, низкооплачиваемая работа, наркомания. Среди других затронутых тем: сленг, диалект, местные традиции, преступность, рэйв, футбольное хулиганство, секс, подавленная гомосексуальность, классовые различия, эмиграция.
Второй роман Ирвина Уэлша «Кошмары аиста Марабу» (англ. Marabou Stork Nightmares, 1995) закрепил за ним известность талантливого писателя. Он выдержал пять изданий (к 2004 году) и был переведён на несколько языков мира. В 1996 году в свет вышел сборник коротких историй «Кислотный дом», по мотивам трёх рассказов из которого была снята одноимённая картина (англ. The Acid House, 1998). В 1996 был опубликован сборник «Экстази», в который вошли три новеллы о химических наркотиках. С тех пор Уэлша называют[кто?] «певцом химического поколения». В 2002 году Уэлш издал своеобразное продолжение «На игле» — роман «Порно». Время от времени Уэлш пишет статьи для «Дейли Телеграф» и «Гардиан». В 2008 году вышел его фильм «Торговля мясом», для которого он написал сценарий в соавторстве с Дином Каваной.
В 2021 году в Великобритании была запущена телеадаптация его романа «Преступление» в виде 6-серийного сериала. Это первая телеадаптация, когда-либо сделанная по книге Ирвина Уэлша.

### Романы
- На игле / Trainspotting (1993)
- Кошмары аиста Марабу / Marabou Stork Nightmares (1995)
- Дерьмо / Filth (1998)
- Клей / Glue (2001)
- Порно / Porno (2002)
- Альковные секреты шеф-поваров / The Bedroom Secrets of the Master Chefs (2006)
- Преступление / Crime (2008)
- Героинщики / Skagboys (2012)
- Сексуальная жизнь сиамских близнецов / The Sex Lives of Siamese Twins (2014)
- Хорошая поездка / A Decent Ride (2015)
- Резьба по живому / The Blade Artist (2016)
- Брюки мертвеца / Dead Men's Trousers (2018)
- Длинные ножи / The Long Knives (2022)
- Резолюция / Resolution (2024)
- Влюбленные мужчины / Men in Love (2025)

### Сборники рассказов
- Эйсид Хаус / The Acid House (1994)
- Экстази / Ecstasy: Three Tales of Chemical Romance (1996)
- Тяжело в учении, легко в бою / If You Liked School You'll Love Work (2007)
- Сборная солянка / Reheated Cabbage (2009)

### Сценарии и пьесы
- И для тебя найдется дырка / You'll Have Had Your Hole (пьеса, 1998)
- Эйсид Хаус (киносценарий, 1998)
- Докеры / Dockers (телесценарий, 1999)
- Доза / Dose (телесценарий, 2003)
- Вавилонская высота / Babylon Heights (пьеса, 2006)
- Красотки на выданье / Nuts (телесценарий, 2007)
- Хорошие дротики / Good Arrows (киносценарий, 2009)
- Одиннадцать великолепных (киносценарий, 2013)
- Культовые тусовщики (киносценарий, 2021)

## Экранизации
- 1996 — На игле (Trainspotting)
- 1998 — Кислотный дом (Acid House)
- 2011 — Экстази (Irvine Welsh’s Ecstasy)
- 2013 — Грязь (Filth)
- 2017 — На игле 2 (Trainspotting 2)
- 2021 — Преступление («Crime»).